# Psychodancing: Live
Psychodancing: Live – to próba przedstawienia znanych polskich przebojów i autorskich piosenek w dancingowej aranżacji Macieja Maleńczuka, tym razem w wersji na żywo. Na dwóch krążkach znajdziemy przekrojowy materiał, zaczynając od Psychopopu, a na Psychodancingu 2 kończąc. Album składa się z dwóch płyt zatytułowanych: Psychoparty oraz Psychopościel.
Wydawnictwo zadebiutowało na 2. miejscu listy OLiS w Polsce i uzyskało status platynowej płyty.

## Lista utworów

### CD 1 Psychoparty
1. Intro/Duety
2. Kaczory
3. Praca na saksach
4. Nie mogę ci wiele dać
5. Kwas
6. Andromatyzm
7. Edek Leszczyk
8. Skok wzwyż
9. Emeryten party
10. Kronika podróży-czyli ciuchcią w nieznane
11. Cicha woda
12. Muzyk
13. Płonąca stodoła

### CD 2 Psychopościel
1. Nigdy więcej
2. Barman
3. Dawna dziewczyno
4. Wakacje z blondynką
5. Tango libido
6. Kolacyja
7. Absolutnie
8. Jestem sam
9. Bo to się zwykle tak zaczyna
10. Twarze przy barze
11. Besame mucho